# بوب ريتر
بوب ريتر (بالإنجليزية: Bob Ritter)‏ هو لاعب كرة قدم أمريكية أمريكي، ولد في 24 مارس 1960 في هولدين في الولايات المتحدة.